# Anaphalioides
Anaphalioides es un género de plantas con flores perteneciente a la familia de las asteráceas. Comprende 8 especies descritas y de estas, solo 7 aceptadas.

## Taxonomía
El género fue descrito por Kirpichnikov y publicado en Trudy Botanicheskogo Instituta Akademii Nauk SSSR. Ser. 1. Flora i Sistematika Vyssikh Rastenii. 9: 33. 1950. La especie tipo es: Anaphalioides keriensis (A. Cunningham) Kirpichnikov = Anaphalioides trinervis (G.Forst.) Anderb.

## Especies
A continuación se brinda un listado de las especies del género Anaphalioides aceptadas hasta julio de 2012, ordenadas alfabéticamente. Para cada una se indica el nombre binomial seguido del autor, abreviado según las convenciones y usos.
- Anaphalioides alpina (Cockayne) Glenny
- Anaphalioides bellidioides (G.Forst.) Glenny
- Anaphalioides hookeri (Allan) Anderb.
- Anaphalioides mariae (F.Muell.) Glenny
- Anaphalioides papuana (Lauterb.) Glenny
- Anaphalioides subrigida (Colenso) Anderb.
- Anaphalioides trinervis (G.Forst.) Anderb.